# Giucas Casella
Giucas Casella, pseudonimo di Giuseppe Casella Mariolo (Termini Imerese, 15 novembre 1949), è un illusionista e personaggio televisivo italiano.

## Carriera
Ha proposto spesso, all'interno di alcuni programmi televisivi, di ipnotizzare e suggestionare animali in sala e via televisione, o esercizi pericolosi effettuati da lui stesso, come restare chiuso tra il ghiaccio con pochissimo ossigeno o altri esperimenti di escapologia, ispirati a quelli del famoso Harry Houdini. 
Il suo debutto televisivo avviene nel 1979. Nel corso di alcune trasmissioni televisive, egli sosteneva inoltre di riuscire a bloccare le mani incrociate sulla testa dei presenti durante il suo spettacolo invitando la gente a casa a non provarci per la pericolosità del fenomeno. In questo modo riusciva però ad ottenere l'attenzione di tutto il pubblico incuriosito.

Giucas Casella in un'esibizione artistica giovanile

Il numero che Casella utilizza di più durante le sue apparizioni televisive è quello della presunta ipnosi, solitamente rivolto a un personaggio famoso ospite della trasmissione in questione. Una volta fattolo cadere in una presunta trance, Casella spinge la sua cavia a comportamenti imbarazzanti (l'imitazione del verso di un animale, la pronuncia di frasi compromettenti, accenni di spogliarello) a simboleggiare il suo potere di controllo della mente. Solitamente questo tipo di esibizione viene accolto con molta ironia dal pubblico e viene considerato un momento più di spettacolo televisivo che di magia. 
A dimostrazione di questo fatto, è diventata famosa una sua esibizione a Quelli che il calcio, dove Simona Ventura non riuscì a trattenere le risate durante il momento dell'ipnosi. Altre volte Casella utilizza il corpo inanimato della sua cavia come se fosse un vero e proprio tavolo, collocandolo tra due sedie e salendoci sopra, numero che di fatto è un tradizionale gioco di prestigio. Altro suo classico numero fu quello del passaggio sui carboni ardenti durante il quale si procurò delle ustioni, attirandosi gli scherni di Striscia la notizia.
Casella partecipa anche a due reality show: nel 2004 Il ristorante condotto da Antonella Clerici e nel 2008 la sesta edizione de L'isola dei famosi, programma condotto da Simona Ventura, che ha abbandonato nella puntata del 29 settembre in seguito ad un malore avuto nei giorni precedenti. Celebri sono le sue frasi: "Guardami! Guardami!", "Quando lo dirò io!", e il grido "Change, change, change, change!". Personaggio molto discusso, è stato imitato da Gigi Sabani che lanciò tale caratterizzazione nello spettacolo televisivo Fantastico 2 del 1981.
Il 22 gennaio 2018 partecipa alla tredicesima edizione de L'isola dei famosi, ritirandosi dopo sei settimane per problemi di salute. A partire da settembre 2021 partecipa come concorrente alla sesta edizione del Grande Fratello VIP, condotta da Alfonso Signorini, arrivando in finale e posizionandosi al sesto posto.
Giucas Casella si è definito paragnosta: afferma di non avere propriamente poteri paranormali ma di essere dotato di una non ben precisata "energia" e di eseguire i suoi numeri grazie alla "forza della mente"; in realtà l'intero suo repertorio fa uso di trucchi usati da fachiri da strada e mentalisti.

## Vita privata
È compagno dell'ex annunciatrice TV e attrice e doppiatrice Valeria Perilli. Durante il rapporto con Valeria, Giucas conosce una ballerina inglese, Carol Torr, dalla quale nel 1986 ha avuto il suo unico figlio, James, medico chirurgo. Si professa cattolico.

## Filmografia

### Attore

#### Cinema
- Sesso e volentieri, regia di Dino Risi (1982)
- Fracchia contro Dracula, regia di Neri Parenti (1985)
- Parentesi tonde, regia di Michele Lunella (2006)

##### Televisione
- A Capodanno tutti da me, regia di Toni Fornari e Andrea Maia – film TV (2025)

#### Video musicali
- Sovema Come gocce di caffè, regia di Federico Mudoni

## Programmi televisivi
- Domenica in (Rai 1, 1979-1981, 1994-1995) – Co-conduttore
- Gente comune (Canale 5, 1990-1991) – Opinionista
- Il processo del lunedì (Rai 3, 1991-1992) – Opinionista
- La più bella sei tu (Telemontecarlo, 1991-1992) – Ospite fisso
- La strana coppia (Italia 1, 1992)
- Canzoni spericolate (Canale 5, 1994) – Concorrente
- Il ristorante (Rai 1, 2004) – Concorrente
- Guida al campionato (Italia 1, 2006-2008) – Comico
- L'isola dei famosi 6 (Rai 2, 2008) – Concorrente
- Veline 3 (Canale 5, 2008) – Presidente di giuria
- Grande Fratello 12 (Canale 5, 2011) – Inviato ricorrente
- L'isola dei famosi 13 (Canale 5, 2018) – Concorrente
- Pomeriggio Cinque (Canale 5, 2018-2021) – Ospite e opinionista ricorrente
- Domenica Live (Canale 5, 2018) – Ospite e opinionista ricorrente
- Guess My Age - Indovina l'età (TV8, 2020) – Guess star
- Soliti ignoti (Rai 1, 2021) – Concorrente
- Grande Fratello VIP 6 (Canale 5, 2021-2022) – Concorrente
- Ciao Darwin (Canale 5, 2023) – Concorrente
- Che tempo che fa (Nove, 2024-2025) - Ospite ricorrente

## Discografia

### Album in studio
- Insonnia e stress